# Maître François
Pour les articles homonymes, voir François.
Le Maître François est un maître anonyme enlumineur actif à Paris entre 1462 et 1480. Il a été identifié à un artiste du nom de François Le Barbier, documenté de 1455 à 1472.

## Éléments biographiques et stylistiques
Cet artiste doit son nom à une seule et unique mention (« peintre François ») retrouvée dans un document de Robert Gaguin le signalant comme l'auteur des miniatures d'un manuscrit de la Cité de Dieu datant de 1473 et aujourd'hui conservé à la Bibliothèque nationale de France. L'historien de l'art Paul Durrieu, à la suite de la découverte de ce document, lui a attribué tout un ensemble de manuscrits. L'historienne de l'art américaine Eleanor P. Spencer a resserré cette sélection en distinguant la main de son prédécesseur à la tête de son atelier, le Maître de Jean Rolin et la main de son successeur désigné plus tard sous le nom de convention de Maître de Jacques de Besançon. 
Les manuscrits qui lui sont attribués montrent qu'il s'agit d'un artiste travaillant à la tête d'un atelier très productif fournissant de nombreux grands seigneurs et notables parisiens entre 1460 et 1480. Plusieurs de ces manuscrits ont été confiés en partie à des collaborateurs dont le style reste proche.
Le style de cet artiste est une reprise des modèles du Maître de Jean Rolin, qui lui-même les a repris de la peinture des primitifs flamands, mélangé à l'art du Maître de Bedford. Il se distingue pourtant par des modelés de personnages plus affirmés, ses compositions sont structurées par des éléments architecturaux et des plans successifs. Il utilise une palette de couleurs très vives. Il est aussi intervenu dans plusieurs livres d'heures pour illustrer le calendrier par des grisailles.

## Identification
Maître François a été parfois identifié à l'un des fils de Jean Fouquet, mais cette hypothèse est rejetée par les spécialistes de ce dernier. Paul Durrieu avait déjà proposé en 1915 de l'identifier à un certain François Le Barbier, « enlumineur et historieur parisien », de même que les historiens de l'art américains Richard et Mary Rouse,. Il est mentionné dans les comptes de la ville de Paris en 1455 pour un droit de louage d'une maison sur le Pont Notre-Dame où il réside au moins jusqu'en 1460. Il est enfin mentionné en 1472 en tant que garant dans un contrat aux côtés de François Trubert, sculpteur et frère de l'enlumineur Georges Trubert. Son fils et homonyme aurait pris sa succession au sein de l'atelier à la fin des années 1470, jusqu'à sa mort en 1501.

## Manuscrits attribués

### Livres d'heures

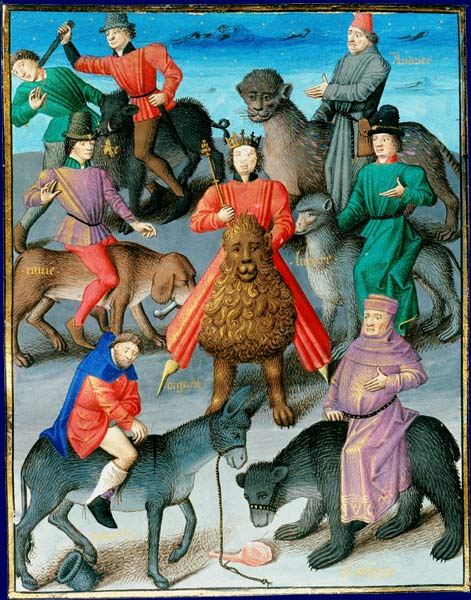
Miniature extraite d'un manuscrit du Miroir historial de Vincent de Beauvais, BnF Fr.50, f.25

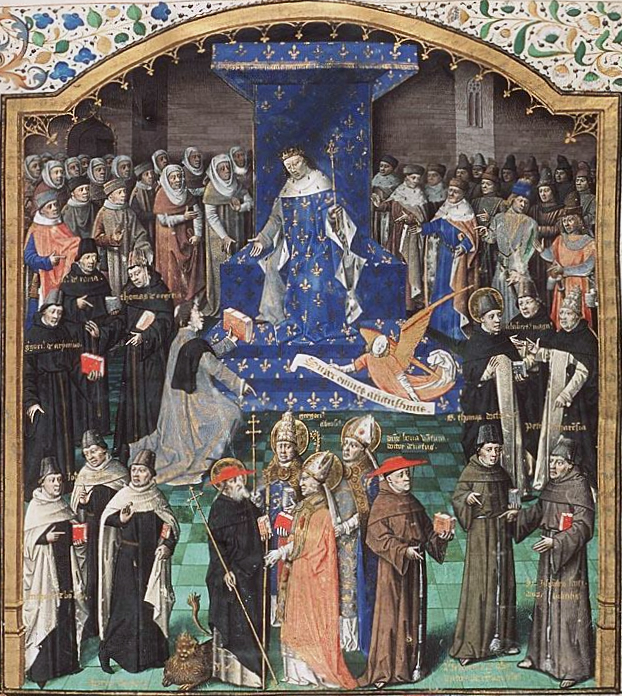
Présentation de la traduction de la Cité de Dieu par Raoul de Presles, musée Meermanno.

- Livre d'heures, compléments d'un manuscrit commencé par le Maître de Bedford vers 1420, vers 1460, Bibliothèque nationale autrichienne, Vienne, Cod 1840
- Livre d'heures, vers 1460-1470, Bibliothèque nationale autrichienne, Cod ser n 13237
- Livre d'heures, vers 1460-1470, avec une partie complétée vers 1480 par le Maître du Livre de prières de Dresde, British Library Egerton 2045[7]
- Livre d'heures de Jacques de Langeac, vers 1465-1468, Bibliothèque municipale de Lyon, Ms.5154[8]
- Livre d'heures, vers 1470, Walters Art Museum, Baltimore, W.252
- Livre d'heures, vers 1470, Morgan Library and Museum, New York, M.73[9]
- Livre d'heures, en collaboration avec deux autres artistes anonymes, vers 1470, Walters Art Museum, W.285
- Livre d'heures à l'usage de Bourges, avec 12 grandes et 16 petites miniatures en semi-grisaille, vers 1470, passé en vente chez Sotheby's à Londres le 8 juillet 2014 (lot 60)[10]
- Livre d'heures et de prières par un suiveur du Maître, vers 1470-1480, coll. Renate König, Cologne
- Heures de Pierre de Bièvre, à l'usage de Paris, collection privée
- Livre d'heures de Jacques de Langeac, vers 1465, Bibliothèque municipale de Lyon, Ms.5154
- Livre d'heures, à l'usage de Rouen, Houghton Library, université Harvard, 133
- Livre d'heures à l'usage de Paris, Houghton Library, 159
- Heures de René II de Lorraine, vers 1473-1479, musée Calouste-Gulbenkian, Lisbonne, LA147
- Livre d'heures, vers 1475, Walters Art Museum, W.214
- Heures de Wharncliff, vers 1475-1480, National Gallery of Victoria, Melbourne (Ms.Felton1)[11]
- Livre d'heures d'Alain Bouchard, en collaboration avec le Maître de Jacques de Luxembourg, vers 1480-1490, collection particulière, passé en vente chez Sotheby's à Londres le 18 juin 2002 (lot 54)
- Livre d'heures, par un suiveur du Maître, vers 1482, British Library, Add.15702
- Livre d'heures, par l'atelier du Maître, vers 1485, bibliothèque de l'université d'Augsbourg, Cod 1.3.8

### Autres manuscrits
- Livre du compendion ystorial, vers 1460-1485, Bibliothèque de Genève, Ms.Fr.79
- Miroir historial, exemplaire pour Jacques d'Armagnac, vers 1463, 1er tome au musée Condé, Chantilly, Ms.722[12] ; tome 2 & 3 à la Bibliothèque nationale de France, Fr.50-51
- La Cité de Dieu de saint Augustin, exemplaire pour Charles de Gauscourt, lieutenant-général de Paris, Bibliothèque nationale de France, Fr.18-19
- Bréviaire à l'usage de Paris, vers 1467, Bibliothèque nationale autrichienne, Cod.ser.n.12735
- Compendium historial, manuscrit pour Jacques d'Armagnac, BnF, Fr.9186
- La Cité de Dieu, exemplaire commencé pour Jacques d'Armagnac et terminé pour Philippe de Commynes, volume 1 au musée Meermanno à La Haye, 10 A 11[13], volume 2 à la Bibliothèque municipale de Nantes, Ms.181[14]
- La Cité de Dieu, exemplaire pour le secrétaire du roi Mathieu Beauvarlet, Bibliothèque Sainte-Geneviève, Ms.246
- Valerius Maximus, trad. Simon de Hesdin et Nicholas de Gonesse, Les Fais et les Dis des Romains et de autres gens, British Library, Harley 4373-4375[15]
- Des remèdes de fortune de Pétrarque, vers 1470, Bibliothèque nationale autrichienne, Cod.2559
- Un Hortulus Animae, par l'atelier du maître, vers 1470, Herzog August Bibliothek, Wolfenbüttel, Cod guelf blankenburg 296
- Le songe du vieil pelerin de Philippe de Mézières, vers 1470-1480, Bibliothèque nationale autrichienne, Cod.2551
- Manuscrit en français de la Légende dorée pour Antoine de Chaources et Catherine et Coëtivy, en collaboration avec le Maître de Jacques de Besançon, BnF, Fr.244-245